# Зіммерн (Вестервальд)
Зіммерн (нім. Simmern) — громада в Німеччині, розташована в землі Рейнланд-Пфальц. Входить до складу району Вестервальд. Складова частина об'єднання громад Монтабаур.
Площа — 9,08 км2. Населення становить 1491 ос. (станом на 31 грудня 2020).